# Vườn quốc gia Slovak Paradise
Vườn quốc gia Slovak Paradise (Tiếng Slovakia: Národný park Slovenský raj) là một trong chín vườn quốc gia thuộc Slovakia, nằm ở phía đông của đất nước. Vườn quốc gia bao quanh và bảo vệ dãy núi Slovak Paradise nằm ở phía bắc quần thể núi Slovenské rudohorie.
Vườn quốc gia này có diện tích 197,66 km², vùng đệm xung quanh vườn quốc gia này bao phủ thêm 130,11 km vuông nữa, tổng cộng cả vườn quốc gia và vùng đệm có diện tích là 327,77 km vuông. Mười một khu bảo tồn thiên nhiên cấp quốc gia và tám khu bảo tồn thiên nhiên khác được đặt trong đây. Bên trong vườn có một tuyến đường leo núi dài 300 km, trên tuyến đường này thường xuyên xuất hiện thang dây, dây leo và cầu gỗ để phục vụ mục đích leo núi. Vườn quốc gia Slovak Paradise sở hữu khoảng 350 hang động, tuy nhiên chỉ có hang băng Dobšiná được UNESCO công nhận là di sản thiên nhiên thế giới từ năm 2000 có thể được tham quan tự do. Trụ sở của vườn nằm ở thị trấn Spišská Nová Ves.

## Lịch sử hình thành
Khu vực bảo tồn đầu tiên trong vườn được lập ra vào năm 1890. Loài thực vật đầu tiên được bảo vệ là edelweiss vào năm 1936.
Tên gọi Slovenský raj (Thiên đường Slovak) xuất hiện lần đầu tiên vào năm 1921 trên tạp chí Krásy Slovenska, sau khi đã có rất nhiều cái tên khác được dùng. Vào ngày 21 tháng tám năm 1964, khu bảo tồn cảnh quan đầu tiên được lập ra trong khu vực được gọi là Slovak Paradise này. Tuy nhiên đến tận 18 tháng 11 năm 1988, khu vực này mới được Slovakia xếp vào thành vườn quốc gia. Tới năm 2000, hang băng Dobšiná được UNESCO công nhận là di sản thiên nhiên thế giới. Một phần của vườn quốc gia trực thuộc mạng lưới Natura 2000 từ năm 2004.

## Đặc điểm địa lý

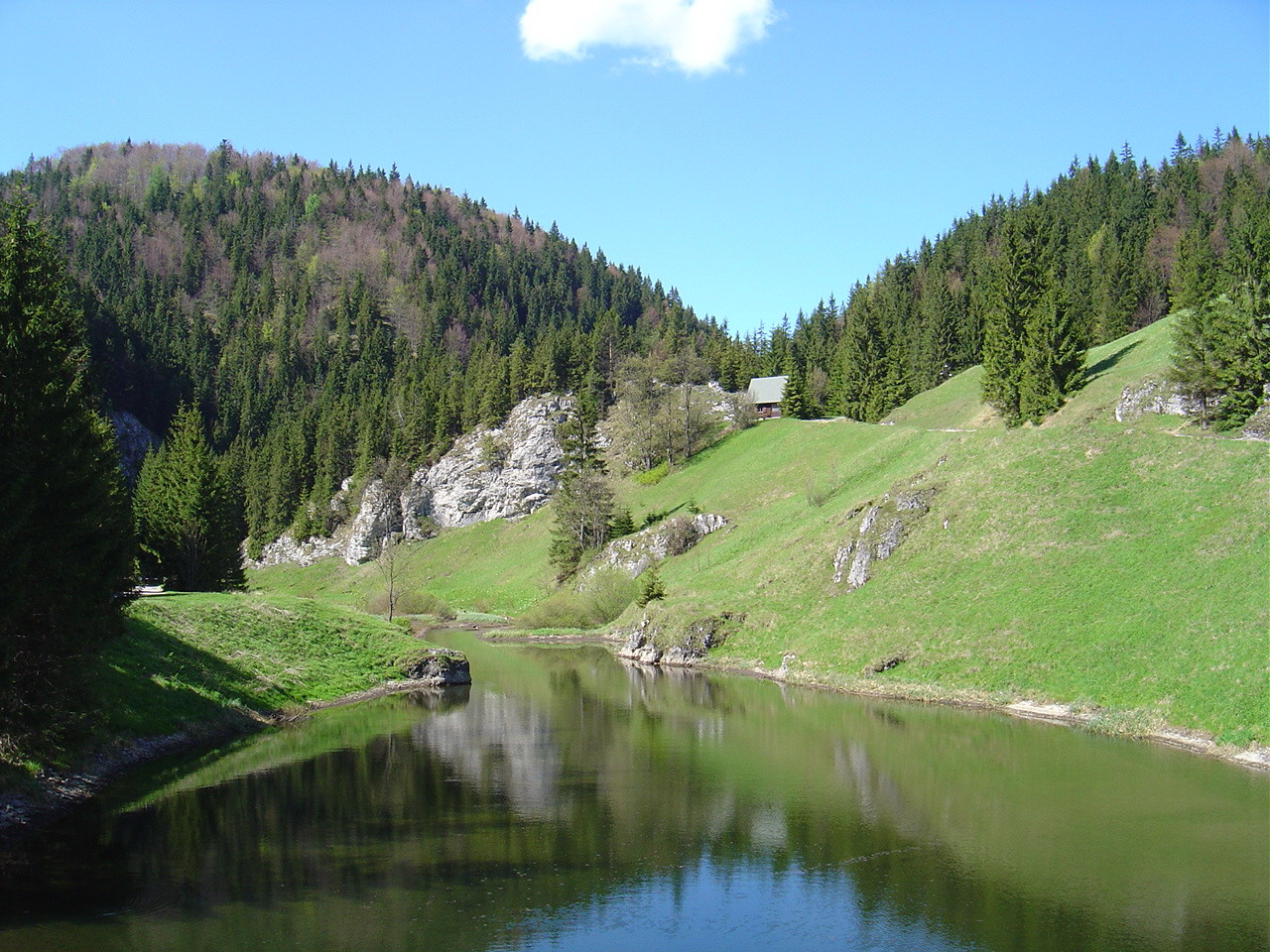
Resort Stratenská píla

Vườn quốc gia trải dài trong khu vực của quận Brezno, quận Poprad, quận Rožňava, và quận Spišská Nová Ves.
Sông và suối trong vườn quốc gia đã thúc đẩy việc hình thành rất nhiều các hẻm núi, thung lũng, hang động và thác nước bên trong đây. Trong đó dòng sông Hornád đóng vai trò quan trọng nhất trong việc hình thành những cảnh quan này trong khu vực vườn quốc gia. Phần lõi của vườn quốc gia là một tập hợp các cao nguyên đá vôi xem giữa là các hẻm núi gồ ghề. Hẻm núi nổi tiếng nhất ở đây là Veľký Sokol có chiều dài 4,5 km, các hẻm núi còn lại Suchá Belá, Piecky, và Kyseľ đều sở hữu nhiều thác nước hùng vĩ. Hẻm núi Prielom Hornádu là hẻm núi dài nhất với chiều dài 11,7 km, ở hẻm núi này cũng ghi nhận sự đa dạng sinh học bậc nhất trong khu vực vườn quốc gia. Thác nước cao nhất ở đây là thác Závojový vodopád có chiều cao 70 m. Hồ chứa nước nhân tạo lớn nhất là hồ Palcmanská Maša, được hoàn thành vào năm 1956, có diện tích 0,85 km vuông, được sử dụng làm các địa điểm vui chơi giải trí như bơi, thể thao dưới nước, câu cá,...

## Đặc điểm địa chất

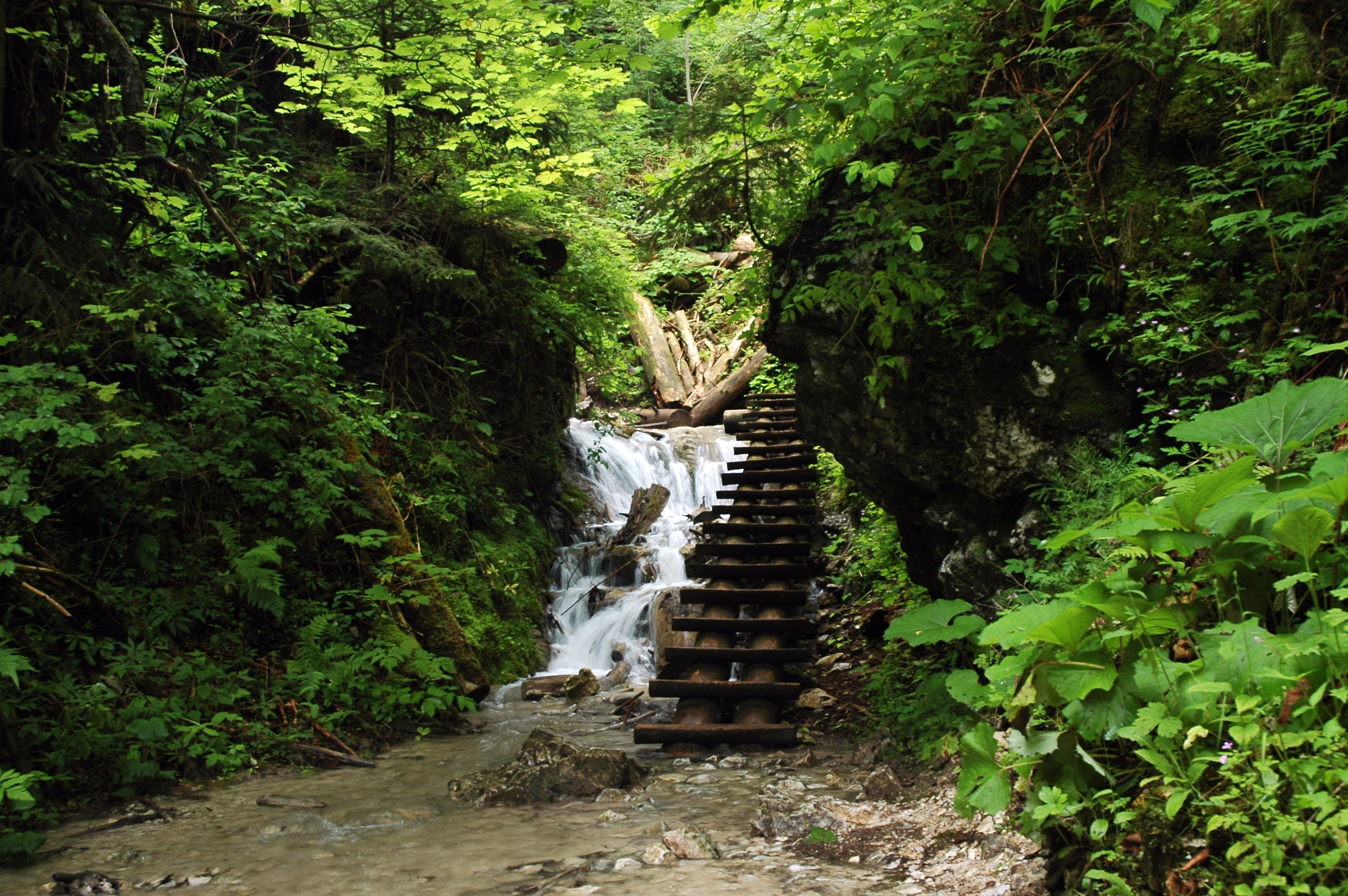
Có rất nhiều thác nước trong vườn quốc gia Slovak Paradise

Sự hình thành địa chất của các dãy núi trong vườn quốc gia Slovak Paradise khá phức tạp. Nhìn chung, khu vực này được hợp thành bởi hai khu vực. Khu vực thứ nhất, nhỏ hơn, nằm ở phía tây có tên là Bebrava, tách biệt với khu thứ hai có tên là Muráň. Cả hai vùng này có kết cấu khá đồng nhất, vì đều được kết cấu từ các đá trầm tích Mesozoic, cụ thể là đá bạch vân và đá sa thạch. Đây đều là các loại đá dễ bị vôi hóa, vì thế đặc điểm vùng núi trong vườn quốc gia này có đặc điểm giống như các núi đá vôi. Trong thời kỳ Đệ Tam và Đệ Tứ, các dãy núi thấp và bằng phẳng trong khu vực vườn quốc gia này được nâng lên, khiến cho mạng lưới sông ngòi ở đây xói mòn, điều này mở đường cho sự xuất hiện các thung lũng hẹp và sâu trong vườn quốc gia.

## Đặc điểm sinh học và sinh thái học
Vườn quốc gia này là nơi sinh sống của khoảng 4.000 loài động vật không xương sống, trong đó bao gồm hơn 2.100 loài bướm, 400 loài bọ và 150 loài động vật thân mềm. Động vật có xương sống ở đây ghi nhận 200 loài, trong đó 130 loài được bảo vệ. 40 loài động vật có vú bao gồm gấu, cáo, sói, mèo rừng châu Âu, hươu, lợn rừng, và chồn. Vườn quốc gia này cũng là nhà của 65 loài động vật bị đe dọa, bao gồm chim cắt Saker, rái cá châu Âu, và sóc đất châu Âu.

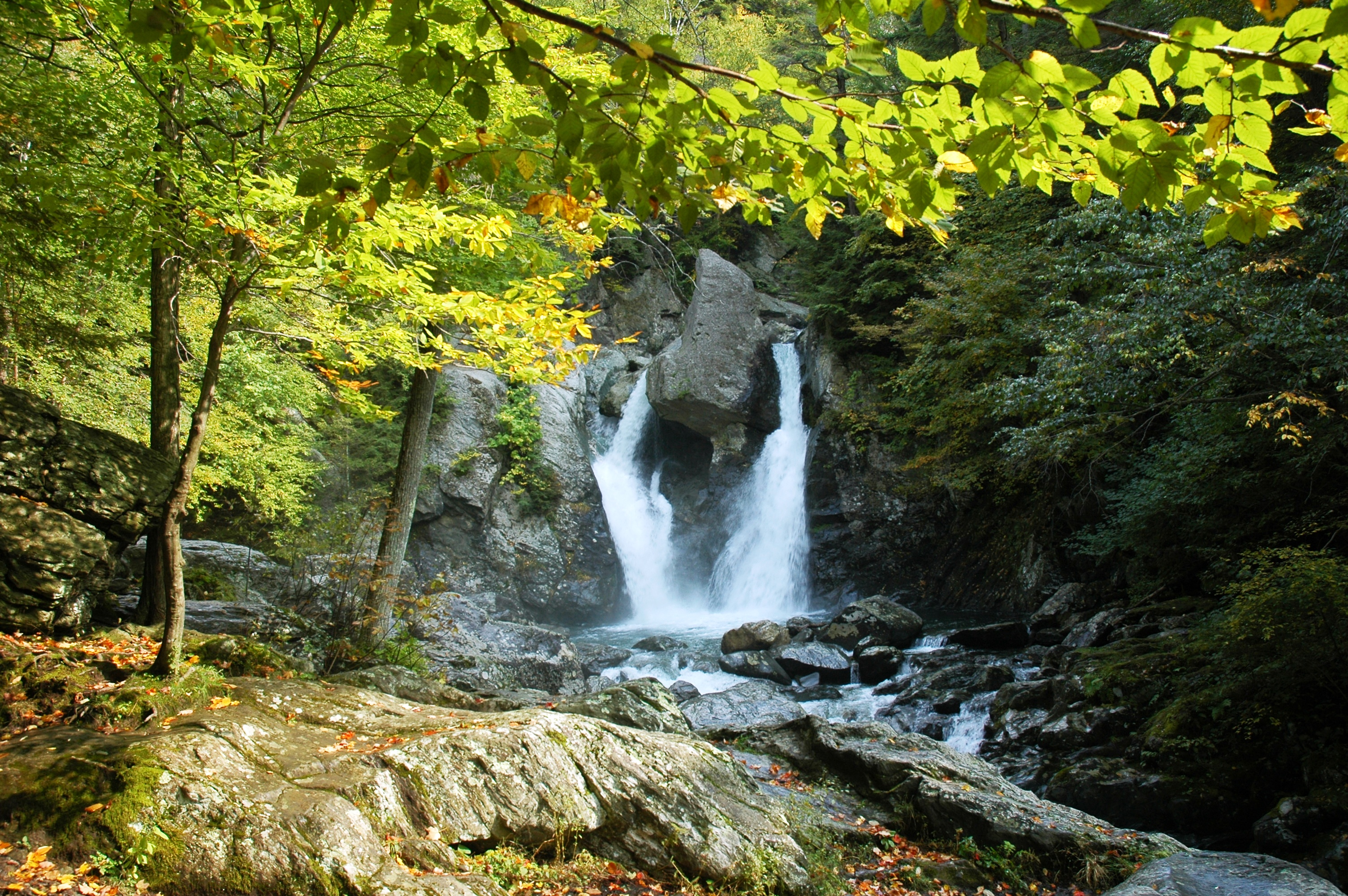

Rừng rậm bao phủ 90% diện tích rừng. Những loài cây xuất hiện nhiều nhất ở đây là sồi, vân sam, lãnh sam, và thông. Vườn quốc gia Slovak Paradise có tới 930 loài thực vật khác nhau, trong đó có 35 loài được bảo vệ. Vườn cũng có 6 loài thực vật đặc hữu chỉ có mặt trong khu vực vườn và 19 loài đặc hữu của khu vực Tây Carpathians.

## Hoạt động khai thác du lịch
Những khu du lịch và resort nổi tiếng nhất ở đây là Čingov và Podlesok nằm ở phía bắc, Dedinky nằm ở phía nam, ngoài ra còn có một khu du lịch nằm bên trong vườn quốc gia Slovak Paradise có tên Kláštorisko, đây cũng là khu du lịch duy nhất nằm trong địa phận rừng. Địa điểm được tham quan nhiều nhất trong vườn quốc gia là hang động Dobšiná Ice và dãy núi Suchá Belá.
Trong vườn quốc gia còn có 300 km đường leo núi và một vài cung đường cho phép khách du lịch đạp xe. Một trong những cung đường nổi tiếng nhất có tên Prielom Hornádu. Phía bắc của vườn quốc gia có hai khu du lịch nổi tiếng là Čingov và Podlesok. Hai khu này được nối nhau bởi một tuyến đường dài 15 km, đi qua hẻn núi dọc theo sông Hornád.